# White Butte
 (janvier 2017).
White Butte est le point culminant de l'État américain du Dakota du Nord. Il s'élève à 1 068 m d'altitude. C'est une butte proéminente dans le comté de Slope, dans la région des Badlands, dans la partie sud-ouest de l'État. Son ascension, facile, offre une belle vue au printemps sur les prairies en fleur environnantes. La zone est un habitat du serpent à sonnette des prairies.
Le sommet est situé à l'intérieur du Little Missouri National Grassland et à une cinquantaine de kilomètres au nord du parc national Theodore Roosevelt.
La ville la plus proche est Amidon, le siège du comté, à environ 12 km au nord.
Les monts Killdeer, 150 km plus au nord, s'élèvent à 300 m au-dessus des collines environnantes mais sont 100 m moins élevées que White Butte.